# الحب الأول (فلم)
فيلم الحب الأول عاطفي رومانسي مصري أُنتج عام 2000، وأخرجه حامد سعيد، (وهو أول فيلم يخرجه)، ومن تأليف أحمد البيه (قصة وسيناريو وحوار) وأنتجه هاني جرجس فوزي.

## قصة الفيلم
خالد شاب خجول يعزف علي البيانو يعيش مع صديقاه حسن وهشام وكل البنات تحب هشام فيتقابل خالد وحسن مع رانيا ووفاء بنت عم رانيا فيحب خالد رانيا ويحب حسن وفاء التي تحب خالد ثم عندما يذهب إلى عيد ميلاد رانيا يكتشف أن رانيا تحب هشام صديقه فبعدها قرر ان يتخلى عن حبه لرانيا التي كانت بدأت تنجذب لحبه ووفاؤه و لكن لا تظهر ذلك لأنها على علاقة مع هشام صديقه و بعدها رانيا تكتشف حقيقة هشام عندما رأته يخونها مع فتاة أخرى و تدرك حبها الكبير لخالد و ذهبت إليه لتعارف بحبها و لكنه رفضها و قال أنها تحب هشام و المشاكل بينهما هي التي خيلت لها أنها تحبه و بعدها قررت رانيا ان تسافر مع والدتها لتشفي قلبها المحطم و عندما تسمع وفاء الخبر تذهب إلى بيت حسن ليذهبوا إلى خالد ليقنعوه بالذهاب إلى رانيا لتعدل عن قرار سفرها على الرغم من حبها لخالد تخبر خالد عن حب رانيا له و انه يحبها و يقتنع خالد بكلامها و يذهب إلى المطار ليلحق رانيا قبل سفرها و يعترف لها بحبه و تغير رانيا رأيها و لا تسافر و تترك المطار مع خالد و حسن يشيد بطيبة وفاء و تشكره و يتركها لأنه يعلم أنها تحب خالد و لا تحبه

## الأبطال والشخصيات
- مصطفى قمر خالد
- هاني رمزي حسن
- منى زكي رانيا
- حنان ترك وفاء
- طارق لطفي هشام
- أحمد عقل
- مريم فخر الدين في دور الجدة

## أغاني الفيلم والروابط
- أغنية عارف ليه
- أغنية بحبك
- أغنية غني
- أوبريت العراف
- أغنية خايف

## روابط خارجية
- مقالات تستعمل روابط فنية بلا صلة مع ويكي بيانات